# Dasyatis lata
Dasyatis lata  (лат.) — вид рода хвостоколов из семейства хвостоко́ловых отряда хвостоколообразных надотряда скатов. Они обитают в субтропических водах северо-западной и восточно-центральной части Тихого океана. Это преобладающий вид хвостоколов в водах, омывающих Гавайские острова. Встречаются на глубине свыше 15 м. Максимальная зарегистрированная ширина диска 1,5 м. Грудные плавники этих скатов срастаются с головой, образуя ромбовидный диск, ширина которого превышает длину. Рыло короткое, кончик слегка выступает за края диска. Хвост длиннее диска. Позади шипа на хвостовом стебле вентрально расположен вентральный кожный киль. Окраска дорсальной поверхности диска ровного оливкового или коричневого цвета. Эти скаты ведут ночной образ жизни. Их рацион состоит из донных беспозвоночных и костистых рыб. Подобно прочим хвостоколообразным Dasyatis lata размножаются яйцеживорождением. Эмбрионы развиваются в утробе матери, питаясь желтком и гистотрофом. Не являются объектом целевого промысла.

## Таксономия и филогенез
Впервые Dasyatis lata был научно описан в 1880 году как Trygon lata. Позднее род Trygon и род Dasyatis были признаны синонимами. Голотип представляет собой особь с диском шириной 52 см, пойманную у островов, которые в те времена называли Сандвичевыми. Видовой эпитет происходит от слова лат. lata — «широкий». Сообщения о присутствии Dasyatis lata в водах Тайваня относятся к другому виду хвостоколов..
В 2001 году был опубликован филогенетический анализ 14 видов хвостоколов, основанный на морфологии. В нём северный колючий хвостокол и Dasyatis lata были признаны близкородственными видами, образующими кладу с американским хвостоколом и Dasyatis longa. Тот факт, что северные колючие хвостоколы и Dasyatis lata обитают в разных океанах, вероятно, свидетельствует о том, что они разошлись до образования Панамского перешейка (около 3 млн лет назад).

## Ареал и места обитания
Dasyatis lata обитают водах, омывающих Гавайские острова. Эти скаты встречаются в бухтах с илистым или осадочным дном, включая острова Мауи и Оаху, а также коралловых рифов на глубине от 2,5 до 357 м. Чаще всего они попадаются глубже 15 м. Подобно большинству хвостоколов они ведут донный образ жизни.

## Описание
Грудные плавники этих скатов срастаются с головой, образуя ромбовидный плоский диск, ширина почти на четверть превышает длину, передний край сходится под тупым углом. Рыло закруглённое, кончик слега выступает за края диска. Позади глаз расположены брызгальца. На вентральной поверхности диска расположены 5 жаберных щелей, рот и ноздри. Между ноздрями пролегает лоскут кожи с бахромчатым нижним краем. Рот изогнут в виде дуги, на дне ротовой полости расположено 5—6 отростков, два крайних мельче остальных. Зубы выстроены в шахматном порядке и образуют плоскую поверхность. Брюшные плавники небольшие и закруглённые. Хвост в виде кнута в 2 раза длиннее диска. Как и у других хвостоколов на дорсальной поверхности в центральной части хвостового стебля расположен зазубренный шип, соединённый протоками с ядовитой железой. Иногда у скатов бывает 2 шипа. Периодически шип обламывается и на их месте вырастает новый. Позади шипа на хвостовом стебле расположена вентральная кожная складка.
У крупных скатов в средней части спины расположены 3 крупных бляшки, хвост усеян мелкими чешуйками, делающими его шершавым. По бокам вдоль хвоста пролегает неравномерный ряд конических шипиков, перед основным шипом имеется несколько крупных плоских бляшек. Окраска дорсальной поверхности диска ровного оливкового или коричневого цвета. Вентральная поверхность диска белая. В водах Гавайских островов обитает ещё один вид хвостоколов, калифорнийский хвостокол, от которого Dasyatis lata отличается более длинным хвостом и отсутствием дорсальной хвостовой кожной складки. Максимальная зарегистрированная ширина диска 1,5 м, а вес 53 кг.

## Биология
Днём Dasyatis lata обычно малоактивны и большую часть времени лежат на дне, зарывшись под слоем осадков. Исследования путём мечения скатов показали, что ночью они патрулируют участок средней площадью 0,83 км², тогда как участок дневной активности имеет площадь лишь 0,12 км². При этом скаты не остаются на каком-то конкретном месте. Наибольшую активность они проявляют спустя 2 часа после захода и за 2 часа до рассвета. Летом, когда температура воды выше, они более активны. Приливы не оказывают на их поведение существенного влияния, поскольку они обитают довольно глубоко.
Dasyatis lata охотятся в основном на донных ракообразных, а также полихет и костистых рыб. Чтобы добраться до закопавшейся в грунт добычи, они выкапывают большие ямы. Иногда за ними следуют Ставридовые. Скаты любят охотится на границе рифа, где ночью прячутся рыбы-попугаи, губаны, бычки и т.д. На Dasyatis lata паразитируют ленточные черви Acanthobothrium chengi, Rhinebothrium hawaiiensis, Pterobothrium hawaiiensis, Prochristianella micracantha и Parachristianella monomegacantha.
Подобно прочим хвостоколообразным Dasyatis lata относится к яйцеживородящим рыбам. Эмбрионы развиваются в утробе матери, питаясь желтком и гистотрофом.

## Взаимодействие с человеком
Dasyatis lata не являются объектом целевого лова. В водах Гавайских островов ведётся в основном пелагический промысел тунца, а донный отсутствует. Ареал этих скатов частично расположен в зоне морских заповедников. Международный союз охраны природы присвоил этому виду статус сохранности «Вызывающий наименьшие опасения».